# Bruno de Simone
Bruno de Simone (Napoli, 1957) è un baritono italiano.
Esperto nel repertorio belcantistico, in particolare settecentesco e rossiniano, è uno dei cantanti-attori più attivi nel panorama operistico mondiale.

## Biografia
Nato a Napoli, parallelamente alla formazione scolastica e poi universitaria studiò canto con il basso-baritono Sesto Bruscantini.
Dopo la vittoria in numerosi concorsi di canto, tra cui il Teatro lirico sperimentale Adriano Belli di Spoleto, iniziò la sua carriera nel dramma giocoso sette-ottocentesco e nell'opera buffa, di cui fu subito un interprete ideale grazie alla sua predisposizione scenica e alla vocalità duttile.
Ha partecipato alle più importanti produzioni di opera buffa che sono state allestite negli ultimi anni: le composizioni di Salieri, Haydn, Galuppi, Pergolesi, Paisiello, Tritto e Cimarosa (di cui è interprete di nove ruoli) costituiscono il nucleo iniziale del suo vasto repertorio. Ha ripreso diverse composizioni poco eseguite del '700, fra le quali Lo frate 'nnamorato di Pergolesi (Teatro alla Scala di Milano, 1990). Tuttavia è soprattutto attorno a Rossini e Donizetti che Bruno de Simone ha saputo costruire la sua carriera internazionale: Don Bartolo ne Il barbiere di Siviglia, Don Magnifico ne La Cenerentola, Taddeo ne L'italiana in Algeri, Raimbaud ne Le Comte Ory, Pacuvio ne La pietra del paragone, Isidoro in Matilde di Shabran, Germano ne La scala di seta, Don Pasquale e Malatesta, Marchese Boifleuri in Linda di Chamounix, Dulcamara e Belcore ne L'elisir d'amore.
Ha preso parte inoltre alle opere della trilogia Da Ponte-Mozart – Le nozze di Figaro (Figaro e Conte), Così fan tutte (Don Alfonso) e in Don Giovanni (Leporello, di cui è stato il primo interprete all'Arena di Verona nella stagione 2012) – e, grazie alla sua versatilità, ha esteso il suo repertorio fino a Verdi (Fra' Melitone ne La forza del destino, Falstaff e Ford), Puccini (Gianni Schicchi, Lescaut in Manon Lescaut, Marcello e Schaunard), Mascagni (Kyoto nell'Iris), Cilea (Michonnet in Adriana Lecouvreur) ed Ermanno Wolf-Ferrari (Il segreto di Susanna e Le donne curiose).
Nel corso della sua carriera si è esibito ini numerosi teatri, festival e fondazioni liriche in Italia – Teatro alla Scala, Arena di Verona, Maggio Musicale Fiorentino, San Carlo di Napoli, Opera di Roma, La Fenice di Venezia, Teatro Comunale di Bologna, Teatro Regio di Parma, Teatro Regio di Torino, Teatro Carlo Felice di Genova, oltre alla Accademia di Santa Cecilia di Roma, al Festival di Ravenna e al Rossini Opera Festival di Pesaro – e all'estero – Barcellona (Liceu), Parigi (Opèra), Berlino (Staatsoper e Deutsche Oper), Vienna (Staatsoper), Zurigo, Monaco di Baviera, San Francisco, Washington, Amsterdam, Tokyo, Madrid (Teatro Real), Siviglia, A Coruña, Bilbao (ABAO), Liegi, Ginevra.
Fra i direttori d'orchestra con cui ha collaborato si possono annoverare Roberto Abbado, Bruno Campanella, Riccardo Chailly, Daniele Gatti, J. Lopez Cobos, Zubin Mehta, Riccardo Muti e Daniel Oren. Fra i registi: G. Cobelli, H. De Ana, Mario Martone, Luca Ronconi, Pier Luigi Pizzi, E. Sagi, Toni Servillo e Franco Zeffirelli.

## Repertorio
| Ruolo                   | Titolo                                   | Autore         |
| ----------------------- | ---------------------------------------- | -------------- |
| Michonnet               | Adriana Lecouvreur                       | Cilea          |
| Corbolone               | Il marito disperato                      | Cimarosa       |
| Il maestro di cappella  | Il maestro di cappella                   | Cimarosa       |
| Conte Robinson          | Il matrimonio segreto                    | Cimarosa       |
| Varbel                  | Lodoïska                                 | Cherubini      |
| Mamma Agata             | Le convenienze ed inconvenienze teatrali | Donizetti      |
| Belcore Dulcamara       | L'elisir d'amore                         | Donizetti      |
| Don Annibale            | Il campanello                            | Donizetti      |
| Marchese di Boisfleury  | Linda di Chamounix                       | Donizetti      |
| Don Pasquale            | Don Pasquale                             | Donizetti      |
| Il Dottore              | La cena delle beffe                      | Giordano       |
| Denys                   | Denys le Tyran                           | Grétry         |
| Titta                   | Una cosa rara                            | Martín y Soler |
| Kyoto                   | Iris                                     | Mascagni       |
| Don Febeo               | Che originali!                           | Mayr           |
| Conte d'Almaviva Figaro | Le nozze di Figaro                       | Mozart         |
| Leporello               | Don Giovanni                             | Mozart         |
| Don Alfonso             | Così fan tutte                           | Mozart         |
| Don Pietro              | Lo frate 'nnamorato                      | Pergolesi      |
| Uberto                  | La serva padrona                         | Pergolesi      |
| Il Re di Coppe          | L'amore delle tre melarance              | Prokof'ev      |
| Lescaut                 | Manon Lescaut                            | Puccini        |
| Gianni Schicchi         | Gianni Schicchi                          | Puccini        |
| Ping                    | Turandot                                 | Puccini        |
| Slook                   | La cambiale di matrimonio                | Rossini        |
| Gamberotto              | L'equivoco stravagante                   | Rossini        |
| Germano                 | La scala di seta                         | Rossini        |
| Pacuvio                 | La pietra del paragone                   | Rossini        |
| Taddeo                  | L'italiana in Algeri                     | Rossini        |
| Don Geronio             | Il turco in Italia                       | Rossini        |
| Bartolo                 | Il barbiere di Siviglia                  | Rossini        |
| Don Magnifico           | La Cenerentola                           | Rossini        |
| Isidoro                 | Matilde di Shabran                       | Rossini        |
| Barone di Trombonok     | Il viaggio a Reims                       | Rossini        |
| Raimbaud                | Le Comte Ory                             | Rossini        |
| Fra Melitone            | La forza del destino                     | Verdi          |
| Falstaff Ford           | Falstaff                                 | Verdi          |

## Discografia
- 1990 – Giovanni Battista Pergolesi, Lo frate 'nnammorato, CD, EMI
- 1993 – Giacomo Puccini, Turandot, CD, BMG
- 1995 – Gaetano Donizetti, Convenienze e inconvenienze teatrali, CD, Nuova Era Internazionale
- 1997 – Giovanni Battista Pergolesi, La serva padrona, CD, Bongiovanni
- 2003 – Domenico Cimarosa, Il marito disperato, CD, Bongiovanni
- 2005 – Gioachino Rossini, Matilde di Shabran, CD, Decca
- 2005 – Gioachino Rossini, Il barbiere di Siviglia, CD, BMG
- 2006 – Gioachino Rossini, La Cenerentola, CD, BMG
- 2007 – Gioachino Rossini, L'italiana in Algeri, , Dynamic
- 2007 – Gioachino Rossini, La Cenerentola, DVD, Decca
- 2008 – Gioachino Rossini, Il barbiere di Siviglia, DVD, Dynamic
- 2008 – Gioachino Rossini, L'equivoco stravagante, DVD, Dynamic
- 2008 – Gioachino Rossini, L'italiana in Algeri, CD, Naxos Records

## Riconoscimenti
Nel corso della carriera ha vinto i premi Tiberini d'Oro (2005), Rossini d'Oro (2007), Alfredo Catalani - Città di Lucca (2008) e Domenico Cimarosa (2009) e Premio Le Muse (Euterpe) 2013 a Firenze.